# Jefferson Cáceres
Jefferson Justo Cáceres Chávez (Lima, 22 de agosto de 2002) es un futbolista peruano que juega de delantero en el Sheffield United de la Championship de Inglaterra.  Es internacional con la selección de fútbol sub-23 del Perú desde el 12 de diciembre de 2023.

## Carrera en el club
Jefferson Justo Cáceres Chávez, apodado "La Bala", comenzó su carrera en las divisiones inferiores de Esther Grande de Bentín y posteriormente en el FBC Melgar.
Fue promovido al primer equipo de Melgar en 2020. Hasta fines de 2022 sumó 36 apariciones y 8 goles en la liga peruana, además de registrar 7 asistencias.
En 2023 fue cedido a préstamo al Deportivo Binacional, donde disputó 21 encuentros, anotó 4 goles y brindó 2 asistencias.
Tras retornar a Melgar para la temporada 2024, jugó 24 partidos y volvió a marcar 8 goles, además de entregar 6 asistencias en Liga 1.
En febrero de 2025 firmó con el Sheffield United, de la EFL Championship inglesa, con contrato hasta junio de 2027, aunque aún no debutaba al cierre de la temporada 2024–25.
| Club | Div.          | Temporada     | Liga  | Liga  | Liga   | Copas nacionales(1) | Copas nacionales(1) | Copas nacionales(1) | Torneos internacionales(2) | Torneos internacionales(2) | Torneos internacionales(2) | Total(3) | Total(3) | Total(3) |
| Club | Div.          | Temporada     | Part. | Goles | Asist. | Part.               | Goles               | Asist.              | Part.                      | Goles                      | Asist.                     | Part.    | Goles    | Asist.   |
| --- | ------------- | ------------- | ----- | ----- | ------ | ------------------- | ------------------- | ------------------- | -------------------------- | -------------------------- | -------------------------- | -------- | -------- | -------- |
| F. B. C. Melgar · Perú | 1.ª           | 2020          | 0     | 0     | 0      | —                   | —                   | —                   | 0                          | 0                          | 0                          | 0        | 0        | 0        |
| F. B. C. Melgar · Perú | 1.ª           | 2021          | 8     | 0     | 1      | 1                   | 0                   | 0                   | 2                          | 0                          | 0                          | 11       | 0        | 1        |
| F. B. C. Melgar · Perú | 1.ª           | 2022          | 4     | 0     | 0      | —                   | —                   | —                   | 0                          | 0                          | 0                          | 4        | 0        | 0        |
| Deportivo Binacional · Perú | 1.ª           | 2023          | 21    | 4     | 1      | —                   | —                   | —                   | 1                          | 0                          | 1                          | 22       | 4        | 2        |
| Deportivo Binacional · Perú | Total club    | Total club    | 21    | 4     | 1      | 0                   | 0                   | 0                   | 1                          | 0                          | 1                          | 22       | 4        | 2        |
| F. B. C. Melgar · Perú | 1.ª           | 2024          | 24    | 8     | 6      | —                   | —                   | —                   | 0                          | 0                          | 0                          | 24       | 8        | 6        |
| F. B. C. Melgar · Perú | Total club    | Total club    | 36    | 8     | 7      | 1                   | 0                   | 0                   | 2                          | 0                          | 0                          | 39       | 8        | 7        |
| Sheffield United Inglaterra | 2.ª           | 2024-25       | 0     | 0     | 0      | —                   | —                   | —                   | —                          | —                          | —                          | 0        | 0        | 0        |
| Sheffield United Inglaterra | Total club    | Total club    | 0     | 0     | 0      | 0                   | 0                   | 0                   | 0                          | 0                          | 0                          | 0        | 0        | 0        |
| Total carrera | Total carrera | Total carrera | 57    | 12    | 8      | 1                   | 0                   | 0                   | 3                          | 0                          | 1                          | 61       | 12       | 9        |
| (1) Incluye datos de la Copa Bicentenario. (2) Incluye datos de la Copa Sudamericana. (3) No incluye goles en partidos amistosos. |               |               |       |       |        |                     |                     |                     |                            |                            |                            |          |          |          |

### Selección
| Selección     | Temporada     | Amistosos | Amistosos | Amistosos | Sudamérica(1) | Sudamérica(1) | Sudamérica(1) | Mundial(2) | Mundial(2) | Mundial(2) | Total | Total | Total  |
| Selección     | Temporada     | Part.     | Goles     | Asist.    | Part.         | Goles         | Asist.        | Part.      | Goles      | Asist.     | Part. | Goles | Asist. |
| ------------- | ------------- | --------- | --------- | --------- | ------------- | ------------- | ------------- | ---------- | ---------- | ---------- | ----- | ----- | ------ |
| Sub-23 · Perú | 2023          | 1         | 0         | 0         | —             | —             | —             | —          | —          | —          | 1     | 0     | 0      |
| Sub-23 · Perú | Total         | 1         | 0         | 0         | 0             | 0             | 0             | 0          | 0          | 0          | 1     | 0     | 0      |
| Total carrera | Total carrera | 1         | 0         | 0         | 0             | 0             | 0             | 0          | 0          | 0          | 1     | 0     | 0      |

### Resumen estadístico
| Competición           | Partidos | Goles | Asistencias |
| --------------------- | -------- | ----- | ----------- |
| Primera División      | 57       | 12    | 8           |
| Copas nacionales      | 1        | 0     | 0           |
| Copas internacionales | 3        | 0     | 1           |
| Selección sub-23      | 1        | 0     | 0           |
| Total                 | 62       | 12    | 9           |